# J. J. Isler
Jennifer J. „J. J.“ Isler (* 1. Dezember 1963 in La Jolla als Jennifer Fetter) ist eine ehemalige US-amerikanische Seglerin.

## Erfolge
J. J. Isler nahm an den Olympischen Spielen 1992 in Barcelona und 2000 in Sydney in der 470er Jolle teil. Gemeinsam mit Pamela Healy gewann sie 1992 die Bronzemedaille, als sie die Regatta mit 40,7 Punkten hinter dem spanischen und dem neuseeländischen Boot abschloss. Im Jahr zuvor hatten Healy und Isler die Weltmeisterschaften in Brisbane gewonnen. Bereits 1988 sicherte sich Isler in Haifa an der Seite von Amy Wardell Bronze. Die Olympischen Spiele 2000 beendete sie mit Sarah Glaser auf dem zweiten Rang hinter Jenny Armstrong und Belinda Stowell, womit sie die Silbermedaille gewannen. 1995 war Isler beim Citizen Cup Crewmitglied der Yacht Mighty Mary, die erste Yacht mit reiner Frauen-Crew bei diesem Wettbewerb.